# Elena Theodorini
Elena Theodorini o Teodorini, de soltera Elena de Mortun (Craiova, Valàquia, 25 de maig de 1858 - 27 de febrer de 1926) fou una soprano romanesa.
Inicià la seva carrera artística com a pianista als deu anys, però dotada d'una bella veu i d'un gran talent dramàtic, diferents mestres li aconsellaren que es dediqués al cant, fent amb gran brillantor els seus estudis tècnics en el Conservatori de Milà.
En un principi cultivà l'òpera lleugera, i formant part d'una companyia d'aquest gènere va aparèixer el 1878 en el teatre Dal Verme de Milà; el públic i la premsa milanesa ensems aconsellaren a la jove artista que abandonés un gènere en el qual no podrien destacar mai els seus apreciats dots de cantant dramàtica.
Alliçonada per aquest avís, llavors es dedicà en cos i ànima a l'òpera seriosa, i des d'aquell moment es pot dir que començà per a ella una carrera molt brillant. Triomfà en tots els teatres d'Europa, aconseguí esser una icona a Buenos Aires, i particularment a Madrid i al Gran Teatre del Liceu de Barcelona, on actuà per primera vegada l'any 1882, els seus èxits foren clamorosos.
L'escultor català Agustí Querol i Subirats, el 1883, elaborà la seva estàtua en fang, que fou una de les primeres revelacions de la seva vàlua artística. El 1893 va contraure matrimoni amb un noble belga i abandonà l'escena.